# Elecciones estatales de Guanajuato de 2018
Las elecciones estatales de Guanajuato de 2018 se realizaron el domingo 1 de julio de 2018. En estos comicios se renovaron los siguientes cargos de elección popular:
- Gobernador del Estado de Guanajuato. Titular del poder ejecutivo del estado, electo para un periodo de seis años, no reelegible en ningún caso, el candidato electo fue Diego Sinhue Rodríguez Vallejo.
- 36 Diputados al Congreso del Estado. 22 electos por mayoría relativa elegidos en cada uno de los Distritos electorales, y 14 electos por el principio de representación proporcional.
- 46 Ayuntamientos. Formados por un Presidente Municipal, sindicos y regidores, electos para un periodo de tres años, reelegibles para el período inmediato

## Proceso electoral

### Distritos electorales
Para la elección de diputados de mayoría relativa del Congreso del Estado de Guanajuato el estado se divide en 22 distritos electorales.
| Distrito | Cabecera                 | Municipios | Mapa |
| -------- | ------------------------ | ---------- | ---- |
| 1        | Dolores Hidalgo          | 4          |      |
| 2        | San Luis de la Paz       | 8          |      |
| 3        | León                     | 1          |      |
| 4        | León                     | 1          |      |
| 5        | León                     | 1          |      |
| 6        | León                     | 1          |      |
| 7        | León                     | 1          |      |
| 8        | Guanajuato               | 2          |      |
| 9        | San Miguel de Allende    | 2          |      |
| 10       | San Francisco del Rincón | 4          |      |
| 11       | Irapuato                 | 1          |      |
| 12       | Irapuato                 | 1          |      |
| 13       | Silao                    | 2          |      |
| 14       | Salamanca                | 1          |      |
| 15       | Celaya                   | 2          |      |
| 16       | Celaya                   | 1          |      |
| 17       | Juventino Rosas          | 3          |      |
| 18       | Pénjamo                  | 4          |      |
| 19       | Valle de Santiago        | 3          |      |
| 20       | Yuriria                  | 5          |      |
| 21       | León                     | 1          |      |
| 22       | Acámbaro                 | 5          |      |

## Encuestas
| Encuestadora      | Fecha                   | Sánchez | Rodríguez | Sheffield | Otro  | NC/NS |
| ----------------- | ----------------------- | ------- | --------- | --------- | ----- | ----- |
| Encuestadora      | Fecha                   |         |           |           | Otro  | NC/NS |
| Arias Consultores | 17 de diciembre de 2017 | 9.7%    | 28.0%     | -         | 51.2% | 11.1% |
| Massive Caller    | 16 de enero de 2018     | -       | 29.7%     | -         | 41.7% | 28.7% |
| Massive Caller    | 24 de enero de 2018     | -       | 30.2%     | -         | 46.3% | 23.5% |
| Massive Caller    | 14 de febrero de 2018   | -       | 34.2%     | -         | 40.3% | 21.1% |
| Massive Caller    | 21 de febrero de 2018   | 17.8%   | 36.7%     | -         | 18.8% | 28.4% |
| Arias Consultores | 24 de febrero de 2018   | 12.8%   | 51.1%     | -         | 15.7% | 20.4% |
| Massive Caller    | 27 de febrero de 2018   | 15.6%   | 34.2%     | -         | 21.9% | 28.3% |
| El Financiero     | 12 de marzo de 2018     | 22%     | 52%       | 21%       | 5%    | -     |
| Massive Caller    | 13 de marzo de 2018     | 17.2%   | 31.4%     | -         | 22.9% | 25.5% |
| Arias Consultores | 5 de abril de 2018      | 9.4%    | 47.3%     | 24.3%     | -     | 18.6% |
| Opinión pública   | 8 de abril de 2018      | 20.7%   | 33.5%     | 16.0%     | 10.2% | 19.6% |
| Opinión Pública   | 25 de abril de 2018     | 17.0%   | 39.2%     | 16.9%     | 10.5% | 17.3% |
| Opinión Pública   | 7 de mayo de 2018       | 16.8%   | 44.5%     | 19.3%     | 10.1% | 9.3%  |
| Arias Consultores | 18 de mayo de 2018      | 9%      | 51%       | 19%       | -     | 21%   |
| Opinión Pública   | 23 de mayo de 2018      | 17.1%   | 37.6%     | 27.5%     | 7.0%  | 10.9% |
| Arias Consultores | 1 de junio de 2018      | 10.1%   | 44.2%     | 33.5%     | -     | 12.2% |
| Opinión Pública   | 4 de junio de 2018      | 16.2%   | 39.1%     | 21.7%     | 8.6%  | 14.4% |
| Arias Consultores | 8 de junio de 2018      | 12.4%   | 41.0%     | 37.5%     | -     | 9.2%  |
| Berumen/Ipsos     | 12 de junio de 2018     | 12.5%   | 52.8%     | 14.4%     | 7.6%  | 12.6% |
| Arias Consultores | 15 de junio de 2018     | 13.8%   | 40.4%     | 31.1%     | -     | 14.7% |
| Arias Consultores | 22 de junio de 2018     | 7.0%    | 43.7%     | 37.6%     | -     | 11.8% |
| Arias Consultores | 26 de junio de 2018     | 8.3%    | 52.1%     | 33.7%     | -     | 5.9%  |

## Resultados electorales

### Congreso del Estado de Guanajuato
|  | 38.73 % |

|  | 18.69 % |

|  | 14.58 % |

|  | 8.84 % |

|  | 3.41 % |

|  | 3.23 % |

|  | 3.02 % |

|  | 2.26 % |

|  | 1.82 % |

|  | 0.68 % |

|  | 4.69 % |

|  | 100 % |

### Ayuntamientos
|  | 36.72 % |

|  | 16.10 % |

|  | 15.50 % |

|  | 8.33 % |

|  | 4.33 % |

|  | 3.01 % |

|  | 2.84 % |

|  | 2.13 % |

|  | 1.27 % |

|  | 3.52 % |

|  | 52.40 % |